# Peperomia magnoliifolia
Peperomia magnoliifolia är en pepparväxtart som först beskrevs av Nikolaus Joseph von Jacquin, och fick sitt nu gällande namn av Albert Gottfried Dietrich. Peperomia magnoliifolia ingår i släktet peperomior, och familjen pepparväxter.

## Underarter
Arten delas in i följande underarter:
- P. m. leoclemerocana
- P. m. microphylla
- P. m. rostrata